# Poursuites blanches
Pour plus de détails, voir Fiche technique et Distribution.
Poursuites blanches est un film de fiction consacré au ski, réalisé en 1936  par le cinéaste de montagne français Marcel Ichac, avec Raymond Ruffin (mort en 1940).

## Genèse
Le film est né de la volonté des milieux sportifs français (en particulier la Fédération française de ski) de promouvoir l'école française de ski, sa technique et ses massifs, alors que le genre du cinéma de ski et de montagne constituait jusque-là un quasi-monopole des cinémas allemands et autrichiens, avec des cinéastes aussi talentueux qu'Arnold Fanck, Luis Trenker, et Leni Riefenstahl. 
La réalisation du film est confiée à Marcel Ichac en 1936. Les scènes du film ont été tournées dans les sites enneigés des Alpes et des Pyrénées. Il relate une compétition de ski en France.
Poursuites blanches a concouru, comme les victoires d'Émile Allais aux Championnats du monde de ski alpin en 1937 à 1938, à populariser le ski en France.

## Fiche technique
- Réalisation : Marcel Ichac
- Musique : Pierre Vellones

## Distribution
- Maurice Baquet (acteur principal) : ce sera son premier grand film[2].
- Hilda Sturm (championne de ski suisse).
- Hélène Ricardou[3] et l’équipe française de descente (qui allait participer juste après aux Jeux olympiques de 1936) .